# República Popular de Mongolia
La República Popular de Mongolia (en mongol: Бугд Найрамдах Монгол Ард Улс, БНМАУ) fue un Estado socialista de Asia Central, que existió entre 1924 y 1992 y antecedió a la actual República de Mongolia. A través de su historia, el Estado permaneció como aliado de la URSS y el Pacto de Varsovia.
Geográficamente, limitaba con China al sur y la Unión Soviética (a través de la Rusia Soviética) al norte. Hasta 1944, también limitaba con la República Popular de Tuvá, reconocido solo por Mongolia y la Unión Soviética.

## Antecedentes
Entre 1691 y 1911 el territorio, conocido como Mongolia Exterior, estuvo gobernado por los reyes manchúes de la dinastía Qing, dentro del Imperio chino. En la primera década del siglo XX el Emperador de China Puyi comenzó a aplicar las llamadas Nuevas Políticas, con el objetivo de una integración de Mongolia Exterior en China. A causa del malestar producido por la posibilidad de una colonización china similar a la ocurrida en la Mongolia Interior durante el siglo XIX, la nobleza mongola buscó el apoyo del Imperio ruso.
En agosto de 1911 una delegación mongola se dirigió a Petrogrado, donde consiguió la promesa de un apoyo limitado por parte de Rusia. A su retorno a Mongolia, había estallado la Revolución de Xinhai, la cual puso fin al Imperio chino y dio origen a la República de China. 
En diciembre de 1911, los mongoles depusieron al amban manchú Ikh Khuree, declarando la independencia bajo el liderazgo de Jebtsundamba Khutugtu VIII, que fue nombrado Bogd Khan de los mongoles. Los intentos de incluir a la Mongolia Interior en el nuevo Estado fracasaron, en parte debido a la intervención de Rusia (que tenía intereses en el área), y en parte por la falta de apoyo de la nobleza y el clero de la Mongolia Interior. En 1915 Rusia, China y Mongolia acordaron en la ciudad rusa de Kyakhta la creación de un Estado mongol bajo supervisión china.
El nuevo régimen republicano chino aprovechó la inestabilidad provocada por la Revolución rusa de 1917 y la subsiguiente guerra civil como pretexto para invadir Mongolia en 1919, obligando en al gobierno local a firmar un tratado que abolió la autonomía mongola. Durante la ocupación china se fundó el Partido Revolucionario del Pueblo de Mongolia (PRPM), el cual buscó ayuda en la naciente Unión Soviética para combatir a los chinos. Entre tanto, en medio de la guerra civil rusa las tropas rusas blancas del general Román Ungern von Sternberg invadieron el país, expulsando a los chinos de la capital en marzo de 1921, declarando nuevamente la independencia del país, esta vez con Von Sternberg como dictador.
Sin embargo, tanto Von Sternberg como el resto de las tropas chinas fueron expulsados de Mongolia en los meses sucesivos, y el 6 de julio de 1921, las tropas del PRPM y del Ejército Rojo tomaron Khüree, la capital del país. El PRPM formó un nuevo gobierno, pero mantuvo nominalmente al Bogd Khan como jefe de Estado. Luego de la muerte del este se proclamó oficialmente la República Popular de Mongolia el 26 de noviembre de 1924.

## Historia

### Consolidación del poder: 1924-1939
Entre 1925 y 1928 el nuevo Gobierno se convirtió en un régimen establecido, comenzando con los planes de colectivización de la ganadería, así como la expropiación de las tierras a la nobleza y al clero. Además se decretó la prohibición total de la empresa privada. A partir de 1932 se redujo la aplicación de una economía manejada por el Estado, pero en 1936 esta situación cambió, especialmente después de las invasiones japonesas, pues se incrementó la influencia soviética, desplegando tropas en Mongolia en 1937 en respuesta al expansionismo japonés.El líder más destacado de este periodo fue Peljidiyn Genden (purgado en 1936).

### Segunda Guerra Mundial: 1939-1945
Durante la Segunda Guerra Mundial, debido a una creciente amenaza japonesa sobre la frontera entre Mongolia y Manchuria, la Unión Soviética invirtió el curso del socialismo mongol en favor de una nueva política de gradualismo económico y construcción de la defensa nacional. Los ejércitos soviético y mongol derrotaron a las fuerzas japonesas que invadieron el este de Mongolia en el verano de 1939 en la batalla de Jaljin Gol y se firmó una tregua para establecer una comisión para definir la frontera entre Mongolia y Manchuria en otoño de ese año.
Después de 1941, la economía de Mongolia fue reajustada para apoyar a la Unión Soviética en todas las formas posibles, incluyendo la provisión de fondos para varias unidades militares soviéticas. El historiador ruso Viktor Suvorov escribió que la ayuda de Mongolia durante la guerra soviético-alemana era tan importante como la ayuda de Estados Unidos porque las ropas calientes fueron a menudo decisivas para la victoria en batallas en el frío frente del este. Además, voluntarios mongoles lucharon en el Ejército Rojo contra las Potencias del Eje en Europa.
En 1944, Mongolia perdió a uno de sus vecinos cuando la Unión Soviética se anexó la República Popular de Tannu Tuvá.
En el verano de 1945, la Unión Soviética utilizó a Mongolia como base para lanzar la Operación Ofensiva Estratégica de Manchuria, un ataque exitoso contra los japoneses. La acumulación precedente trajo a 650.000 soldados soviéticos a Mongolia, junto con cantidades masivas de equipo. El ejército mongol desempeñó un papel de apoyo limitado en el conflicto, pero su participación dio a Stalin los medios para obligar a la parte china a aceptar finalmente la independencia de Mongolia.

### Reconocimiento internacional de 1945
La Conferencia de Yalta de febrero de 1945 preveía la participación de la Unión Soviética en la Guerra del Pacífico. Una de las condiciones soviéticas para su participación, presentada en Yalta, fue que después de la guerra Mongolia Exterior mantendría su "statu quo". El significado preciso de este "statu quo" se convirtió en un punto de discusión en las conversaciones chino-soviéticas en Moscú en el verano de 1945 entre Stalin y el enviado de Chiang Kai-shek, TV Soong.
Stalin insistió en el reconocimiento por parte de la República de China de la independencia de Mongolia Exterior, algo de lo que ya gozaba de facto incluso mientras seguía siendo parte de China de jure. Chiang Kai-shek se resistió a la idea, pero finalmente cedió. Sin embargo, Chiang extrajo de Stalin la promesa de abstenerse de apoyar al Partido Comunista de China, en parte como una contrapartida por renunciar a Mongolia Exterior.

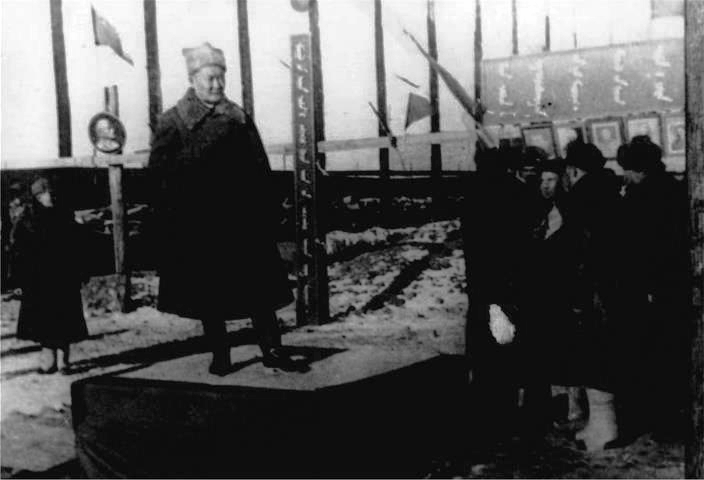
Choibalsan fundando la Universidad Nacional de Mongolia en 1942

Así, el Tratado Sino-Soviético garantizó la independencia de Mongolia Exterior, pero también terminó las esperanzas de Horloogiyn Choybalsan de unir Mongolia Exterior con Mongolia Interior, que permaneció en manos de China. Choibalsan esperaba inicialmente que Stalin apoyara su visión de la Gran Mongolia, pero el líder soviético fácilmente sacrificó la visión de Choibalsan por los logros soviéticos, garantizados por el Tratado Sino-Soviético y legitimados por los acuerdos de Yalta. En este sentido, el Tratado Sino-Soviético marcó la división permanente de Mongolia en una República Popular de Mongolia independiente y una Mongolia Interior de la República de China.

### Política durante la Guerra Fría: 1945-1985

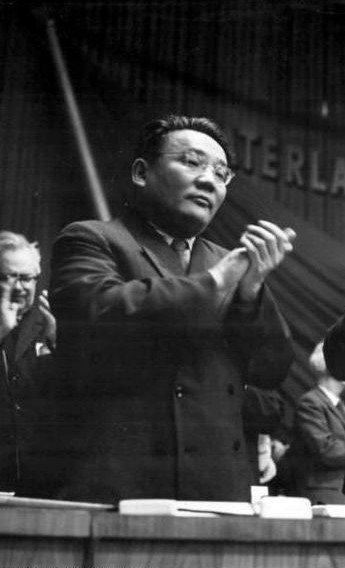
Yumjaagiin Tsedenbal, líder de Mongolia entre 1952 y 1984.

Seguro en sus relaciones con Moscú, el gobierno mongol pasó al desarrollo de la posguerra, centrándose en la empresa civil. Mongolia era en este momento uno de los países más aislados del mundo, no teniendo casi ningún contacto con ninguna nación fuera de la Unión Soviética. Después de la guerra, los lazos internacionales se ampliaron y Mongolia estableció relaciones con Corea del Norte y los nuevos estados comunistas en Europa del Este. Mongolia y la nueva República Popular China (RPC) se reconocieron entre sí en 1949, y la República Popular China renunció a todas las reclamaciones en Mongolia Exterior. Sin embargo, Mao Zedong esperaba en privado la reintegración de Mongolia a China. Él planteó esta cuestión ante los dirigentes soviéticos ya en 1949 (en reunión con Anastas Mikoyan en Xibaipo), y luego, después de haber sido rechazado firmemente por Stalin, en 1954, un año después de su muerte. En 1956, después de la denuncia de Stalin por Nikita Jruschov, los líderes chinos intentaron presentar la independencia de Mongolia como uno de los errores de Stalin en las reuniones con Mikoyan. La respuesta soviética era que los mongoles eran libres para decidir su propio destino.
En 1952, Choibalsan murió en Moscú donde había estado bajo tratamiento para el cáncer. Fue sucedido como primer ministro por Yumjaagiin Tsedenbal. A diferencia de su predecesor, Tsedenbal estaba entusiasmado con la incorporación de Mongolia como una república constituyente de la Unión Soviética. La idea se encontró con la oposición vigorosa de otros miembros del MPRP y fue abandonada.
En la década de 1950, las relaciones entre la República Popular de Mongolia y la República Popular China mejoraron considerablemente. China proporcionó ayuda económica muy necesaria, la construcción de industrias enteras en Ulán Bator, así como bloques de apartamentos. Miles de trabajadores chinos participaron en estos proyectos hasta que China los retiró después de 1962 en un intento por presionar a Mongolia para que rompiera con Moscú en el momento de empeorar las relaciones sino-soviéticas.
Tras el comienzo de la disputa chino-soviética, Mongolia vaciló brevemente, pero pronto tomó una posición prosoviética, siendo uno de los primeros países socialistas en aprobar la posición soviética en la pelea con China. La acumulación militar en la frontera entre China y Mongolia comenzó ya en 1963; En diciembre de 1965 el Politburó mongol solicitó a la Unión Soviética que colocara sus fuerzas militares en Mongolia. En enero de 1966, con la visita de Leonid Brézhnev a Mongolia, los dos países firmaron un tratado de asistencia mutua, allanando el camino a la presencia militar soviética en el país. En febrero de 1967, después de semanas de empeoramiento de las tensiones chino-soviéticas, Moscú aprobó oficialmente el estacionamiento del 39.º Ejército soviético reorganizado en Mongolia.

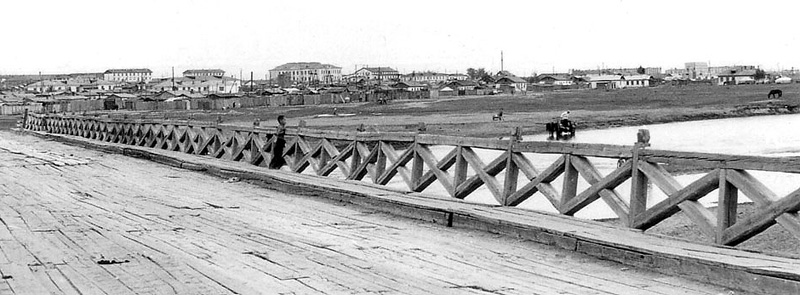
El puente sobre el Kherülen en Choibalsan durante 1972

Con el estímulo soviético, Mongolia aumentó su participación en conferencias patrocinadas por los comunistas y organizaciones internacionales. En 1955, Mongolia intentó unirse a las Naciones Unidas, pero la solicitud fue vetada por la República de China (ahora refugiada en Taiwán), que mantuvo su reclamación renovada sobre Mongolia. Mongolia se convirtió en miembro de la ONU en 1961 después de que la Unión Soviética amenazara con vetar la admisión de todos los nuevos estados descolonizados de África si la República de China volvía a usar su veto. Las relaciones diplomáticas con los Estados Unidos no se establecieron hasta el final de la Guerra Fría. Mongolia se convirtió en un hueso de discordia entre la Unión Soviética y China después de la ruptura chino-soviética debido a la presencia de armas nucleares soviéticas en el país.

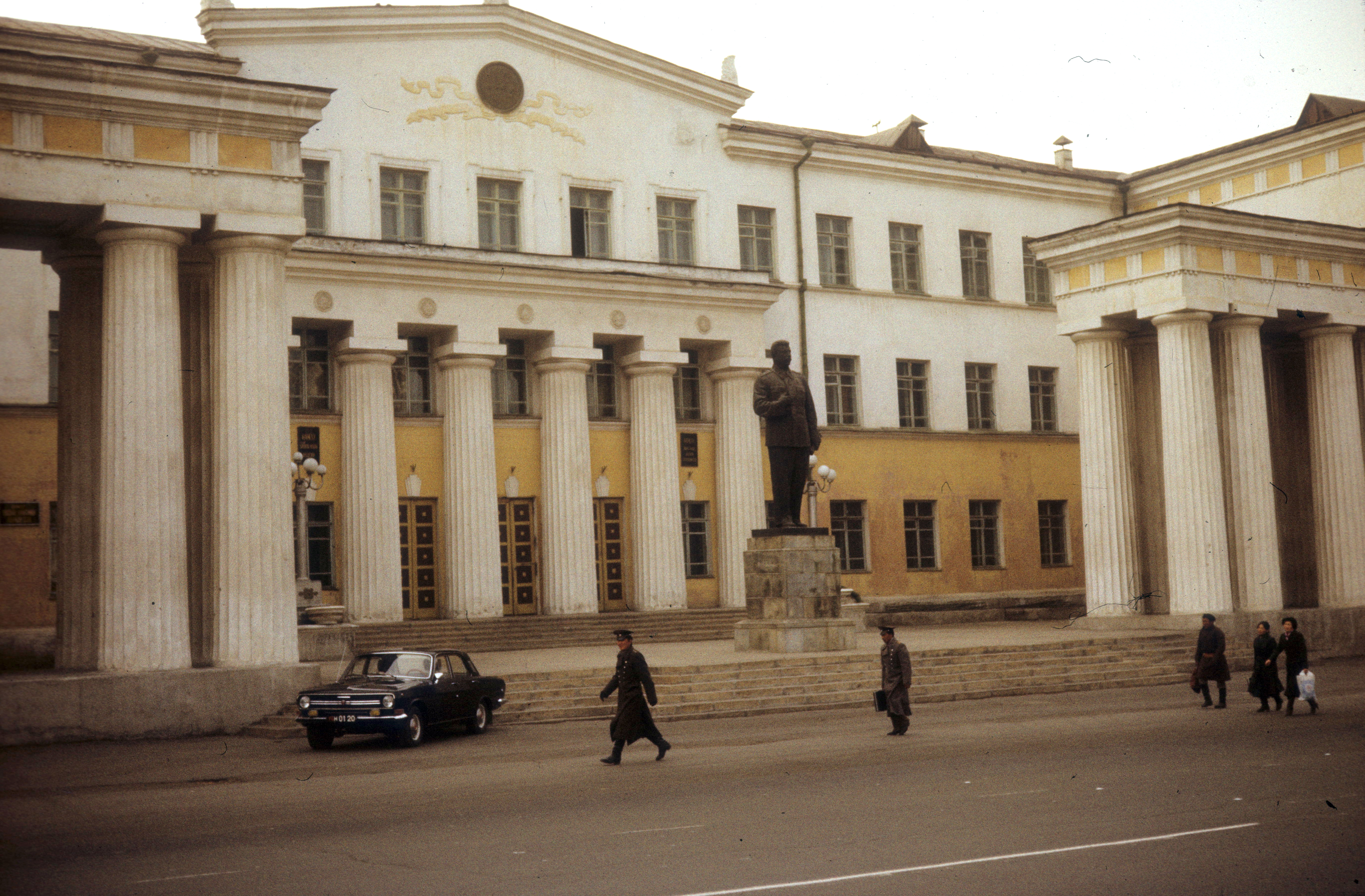
La Biblioteca nacional de Mongolia en 1971

A principios de los años ochenta, Tsedenbal se volvió cada vez más autoritario y errático. Después de una serie de purgas innecesarias dentro partido, fue expulsado de su cargo en agosto de 1984 con el pretexto de "vejez e incapacidad mental". La retirada de Tsedenbal tuvo pleno respaldo soviético y se retiró a Moscú donde vivió hasta su muerte por cáncer en 1991. Jambyn Batmönkh asumió el cargo de Secretario General y se sumergió con entusiasmo en las reformas implementadas en la Unión Soviética por Mijaíl Gorbachov.

### Colapso: 1985-1992
Debido a la inmensa influencia soviética en Mongolia, las reformas de Gorbachov de la Perestroika y Glásnost también repercutieron enormemente en el país. Entre 1987 y 1991 fueron retiradas progresivamente las tropas soviéticas, con el fin de restaurar la soberanía política de Mongolia. Con la caída del comunismo en Europa, en 1989, se desataron inmediatamente una serie de manifestaciones en todo el país. Las protestas aumentaron durante el invierno de 1990, provocando que el gobierno aceptara el abandono del sistema de partido único (a pesar de sus intentos iniciales de instaurar reformas de libre mercado similares a las de China, Vietnam y Laos, pero manteniendo el sistema político inmovilista) y realizara elecciones legislativas con varios partidos políticos. Debido a su monopolio sobre los medios de comunicación, el MPRP obtuvo un triunfo aplastante, pero de todas formas la liberalización del país estaba casi completa.
Posteriormente, la política exterior y de defensa de Mongolia cambió profundamente: "Mantener relaciones amistosas con la Federación Rusa y la República Popular China será una prioridad de la política exterior de Mongolia y no adoptará la línea de ninguno de los dos países, sino que mantendrá en principio una relación equilibrada con ambos y promoverá una cooperación de buena vecindad general". La democracia se consolidó con la victoria opositora en las elecciones legislativas de 1996. Una nueva constitución, que convertía al Presidente de la República en un cargo electo y garantizaba la democracia y el derecho a la propiedad privada fue aprobada en 1992.

## Economía
En vísperas de la revolución de 1921, Mongolia tenía una economía subdesarrollada y estancada basada de forma nómada y en un interés con la cría de animales. La agricultura y la industria eran casi inexistentes; el transporte y las comunicaciones eran primitivos; la banca, los servicios y el comercio estaban casi exclusivamente en manos de chinos o de otros extranjeros. 
La mayoría de las personas eran pastores nómadas analfabetos, y una gran parte de la mano de obra masculina vivía en los monasterios, contribuyendo poco a la economía. La propiedad en forma de ganado pertenecía principalmente a aristócratas y monasterios;  la propiedad de los restantes sectores de la economía estaba dominada por chinos u otros extranjeros. Por lo tanto, los nuevos gobernantes de Mongolia se enfrentaron a una tarea de enormes proporciones en la construcción de una economía socialista moderna. 
El desarrollo económico de Mongolia bajo el gobierno comunista se puede dividir en tres períodos: 1921–1939; 1940-1960;  y 1961-1989. Durante el primer período, que la República Popular llamó la etapa de "Transformación democrática general", la economía permaneció principalmente economía agraria y subdesarrollada. Después de un intento fallido de colectivizar a los pastores, el ganado permaneció en manos privadas.[cita requerida] El estado comenzó a desarrollar una industria basada en el procesamiento de productos de cría de animales y la cría de cultivos en granjas estatales. El transporte, las comunicaciones, el comercio interior y exterior, la banca y las finanzas se nacionalizaron con ayuda soviética; fueron puestos bajo el control del estado de Mongolia y organizaciones cooperativas o sociedades anónimas mongoles-soviéticas. Ulaanbaatar se convirtió en el centro industrial de la nación. 
Durante el segundo período, llamado la "construcción de los cimientos del socialismo", la industria se diversificó en minería, procesamiento de madera y bienes de consumo producción. La planificación central de la economía comenzó en 1931 con un fallido plan quinquenal y con planes anuales en 1941;  los planes quinquenales comenzaron de nuevo con el Primer Plan Quinquenal (1948-1952). En 1949, la República Popular China, comenzó a aumentar su ayuda, lo que permitió la construcción del Ferrocarril Transmongoliano - el Ferrocarril de Ulaanbaatar - y varios proyectos industriales.  Aunque el desarrollo industrial todavía estaba concentrado en Ulaanbaatar, la descentralización económica comenzó con la finalización del Ferrocarril de Ulaanbaatar y el establecimiento de plantas de procesamiento de alimentos en los centros de Aimag. 
La tercera etapa, que el gobierno llamó la "Finalización de la construcción de la base material y técnica del socialismo", vio una mayor industrialización y crecimiento agrícola, ayudado en gran parte por la incorporación de Mongolia al Consejo de Asistencia Económica Mutua (Comecon) en  1962. 

Después de la ruptura sino-soviética, la ayuda china cesó, pero la continua asistencia financiera y técnica soviética y de Europa del Este en forma de créditos, asesores y empresas conjuntas permitió a Mongolia modernizar y diversificar la industria, particularmente en minería siguió normalmente. 

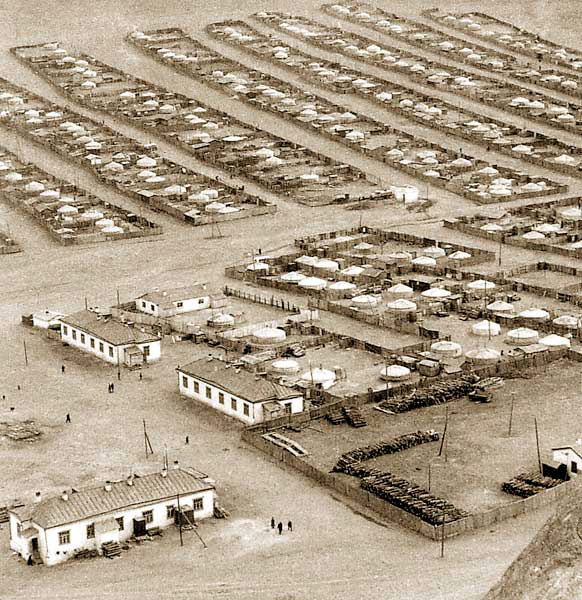
Barrio bajo la colina de Zaisan, Ulaanbaatar en 1972.

Se construyeron nuevos centros industriales en Baganuur, Choibalsan, Darkhan, y Erdenet, y la producción industrial aumentó significativamente. Aunque la cría de animales estaba estancada, la producción de cultivos aumentó dramáticamente con el desarrollo de tierras vírgenes por parte de granjas estatales. El comercio exterior con las naciones del Comecon creció sustancialmente.  
Se mejoraron los sistemas de transporte y comunicaciones, conectando la población y los centros industriales y extendiéndose a áreas rurales más remotas. A fines de la década de 1980, Mongolia se había convertido en una economía agrícola-industrial, pero las deficiencias de la economía mongola y el ejemplo de la perestroika en la Unión Soviética llevaron a los líderes mongoles a emprender un programa de reforma para desarrollar aún más la economía en un dirección más capitalista. 
La industria representó el 7% del producto material neto (NMP) de Mongolia en 1950, pero el 35% del total en 1985, y el comercio aumentó del 10% en 1950 al 26 por ciento en 1985. La agricultura, incluido el pastoreo, que representó el 68% de NMP en 1950, había disminuido al 20% en 1985. 
En 1960, el 61%de los empleados trabajaba en el sector agrícola, pero en 1985 solo el 33 por ciento se ganaba la vida en ese sector.  Las cifras del PIB de Mongolia registran un crecimiento récord a lo largo de la década de 1980. Todavía en 1988, el aumento anual del PIB ascendía al 5,1%.

## Agricultura
Desde sus inicios, la República Popular de Mongolia ha dedicado considerables recursos al desarrollo de la producción agrícola en lo que era una economía pastoril predominantemente nómada. Los mongoles tradicionalmente desdeñaron la producción de cultivos, que en su mayor parte estaba a cargo de agricultores chinos. Los primeros esfuerzos para obligar a los arads a convertirse en agricultores fracasaron y el gobierno recurrió a la creación de granjas estatales para promover la producción de cultivos. Para 1941, cuando el estado había establecido diez granjas estatales, Mongolia tenía 26.600 hectáreas de tierra sembrada. Las granjas estatales, sin embargo, representaron sólo el 29,6% de las áreas plantadas.
Después de la Segunda Guerra Mundial, Mongolia intensificó los esfuerzos para expandir la producción de cultivos mediante el establecimiento de más granjas estatales, la recuperación de tierras vírgenes para el cultivo, la mecanización de las operaciones agrícolas y el desarrollo de sistemas de riego para tierras de cultivo. Cuando Mongolia comenzó a informar estadísticas sobre tierra cultivable en 1960, había 532 000 hectáreas de tierra cultivable y los cultivos sembrados cubrían 265 000 hectáreas de las 477 000 hectáreas de tierra cultivable.  
Las 25 granjas estatales de Mongolia representaron el 77,5 por ciento de las áreas sembradas y las cooperativas el 22,5 por ciento. En 1985, cuando existían 52 granjas estatales y 17 granjas de suministro de forraje, había alrededor de 1,2 millones de hectáreas de tierra cultivable y los cultivos sembrados cubrían 789.600 hectáreas del aproximadamente 1 millón de hectáreas de tierra cultivable. El sector estatal representó el 80,6 por ciento de las áreas sembradas y las cooperativas el 19,4 por ciento.  El desarrollo de tierras vírgenes por parte de granjas estatales fue responsable de la mayor parte de la expansión de tierras cultivables y áreas sembradas.  La recuperación de tierras comenzó a fines de la década de 1950 y principios de la de 1960, cuando se desarrollaron 530 000 hectáreas, y continuó a lo largo de cada plan quinquenal. Durante el Séptimo Plan, se asimilaron 250.000 hectáreas, y el Octavo Plan preveía recuperar entre 120.000 y 130.000 hectáreas adicionales.
La mecanización de las operaciones agrícolas comenzó a gran escala en la década de 1950 con la ayuda soviética. La Unión Soviética proporcionó la mayoría de las máquinas agrícolas, así como asesoramiento y experiencia en mecanización. Las granjas estatales estaban más mecanizadas que las cooperativas. Por ejemplo, en 1985, el 100 por ciento de la siembra de papa y el 84 por ciento de la cosecha de papa se mecanizaron en granjas estatales, en comparación con el 85 por ciento y el 35 por ciento, respectivamente, en negdels.  A partir de la década de 1960, las granjas estatales también fueron pioneras en el desarrollo de sistemas de riego para cultivos.  En 1985, Mongolia tenía 85 200 hectáreas de tierra de regadío disponible, de las cuales 81 600 hectáreas eran de regadío.
La producción agrícola se concentró inicialmente en el cultivo de cereales;  en 1941 los cereales cubrían el 95,1% de la superficie sembrada, mientras que el 3,4% se dedicaba a la papa y el 1,5 por ciento a las hortalizas. El cultivo de forrajeros comenzó en la década de 1950. En 1985, los cereales cubrían el 80,6%  de las superficies sembradas, los cultivos forrajeros el 17,7 por ciento, las patatas el 1,3 por ciento y las hortalizas el 0,4 por ciento.  Los cultivos básicos de Mongolia eran el trigo, la cebada, la avena, las patatas, las hortalizas, el heno y los cultivos de ensilaje. Desde 1960, el desempeño agrícola, medido por la producción bruta, la producción per cápita y el rendimiento de los cultivos, fue desigual.  Aunque la superficie sembrada se expandió dramáticamente entre 1960 y 1980, la producción y el rendimiento de los cultivos permanecieron estancados y, en algunos casos, cayeron debido a los desastres naturales y la mala gestión. Además de los cultivos básicos mencionados, Mongolia también produjo pequeñas cantidades de cultivos oleaginosos, como girasol y colza, y frutas y verduras, como espino amarillo, manzanas, grosellas negras europeas, sandías, melones, cebollas y ajo. También se cultivaron pequeñas cantidades de alfalfa, soja, mijo y guisantes para proporcionar forraje proteico.
El Octavo Plan preveía aumentar la cosecha bruta media anual de cereales entre 780.000 y 800.000 toneladas; la de patatas hasta entre 150.000 y 160.000 toneladas;  las hortalizas hasta entre 50.000 y 80.000 toneladas;  los cultivos de ensilaje entre 280.000 y 300.000 toneladas;  y cultivos forrajeros anuales entre 330.000 y 360.000 toneladas. Se hizo hincapié en aumentar la producción y la calidad de los cultivos aumentando la mecanización;  mejorar y ampliar la superficie cultivada;  aumentar el rendimiento de los cultivos;  expansión del riego;  seleccionar variedades de cereales mejor adaptadas a las condiciones climáticas naturales y mejores ubicaciones para el cultivo de cereales; aplicando mayores volúmenes de fertilizantes orgánicos y minerales; construir más instalaciones de almacenamiento;  reducir las pérdidas por plagas, malas hierbas y enfermedades de las plantas;  y prevención de la erosión del suelo. También se hizo hincapié en mejorar la gestión de la producción de cultivos en granjas estatales que eran los negdels, así como en la adquisición, el transporte, el procesamiento y el almacenamiento de productos agrícolas.

## Sivilcultura
A fines de la década de 1980, la agricultura era un sector pequeño pero fundamental de la economía de Mongolia. En 1985, la agricultura representaba sólo el 18,3 por ciento del ingreso nacional y el 33,8 por ciento de la fuerza laboral. No obstante, la agricultura siguió siendo económicamente importante porque gran parte de la industria de Mongolia procesaba productos agrícolas (productos alimenticios, madera y productos animales, como pieles y cueros) para el consumo interno y la exportación.  En 1986, la agricultura suministró casi el 60 por ciento de las exportaciones de Mongolia.
La agricultura de Mongolia se desarrolló lentamente. A principios de la década de 1930 se produjo un intento fallido de colectivizar todos los arads;  Siguieron esfuerzos para fomentar las cooperativas voluntarias y las asociaciones de productores de arad. En la década de 1930, el gobierno también comenzó a desarrollar granjas estatales y para 1940 había diez granjas estatales y noventa y una cooperativas agrícolas. En 1937, la Unión Soviética proporcionó diez estaciones de máquinas para hacer heno para preparar forraje para el ganado. En 1940, la agricultura representaba el 61 por ciento del ingreso nacional y empleaba aproximadamente al 90 por ciento de la fuerza laboral.
En la década de 1950, la agricultura comenzó a adoptar su estructura actual y técnicas modernas, basadas en parte en la asistencia técnica y material de la Unión Soviética y los países de Europa del Este. En la década de 1950, las estaciones de máquinas para hacer heno se reorganizaron como estaciones de máquinas para ganado. En 1955 los negdels reemplazó a las asociaciones de productores de arad. Para 1959, el estado había logrado la colectivización de la agricultura. En diez años, las cooperativas agrícolas se habían más que duplicado, de 139 en 1950 a 354 en 1960. La propiedad del ganado y de las áreas sembradas cambió drásticamente como resultado de la colectivización. En 1950, según las estadísticas del gobierno de Mongolia, las granjas estatales y otras organizaciones estatales poseían aproximadamente el 0,9 por ciento del ganado y el 37,8 por ciento de las áreas sembradas;  los negdel tenían alrededor del 0,5 por ciento del ganado y no tenían tierras sembradas;  y algunos propietarios privados poseían el 98,3 por ciento del ganado y el 62,2 por ciento de las áreas sembradas. En 1960, las granjas estatales y otras organizaciones estatales poseían el 2,7 por ciento del ganado;  negdels, 73,8 por ciento;  y miembros negdel individuales, 23,5 por ciento.  El sector estatal poseía el 77,5 por ciento de las tierras sembradas y el sector cooperativo el resto.
Para 1960, la participación de la agricultura en el ingreso nacional había caído al 22,9 por ciento, pero la agricultura aún empleaba al 60,8 por ciento de la fuerza laboral. Después de 1960, el número de granjas estatales aumentó, se establecieron granjas estatales de suministro de forraje, el número de negdels disminuyó a través de la consolidación y se organizaron asociaciones cooperativas interagrícolas para facilitar la especialización y cooperación de negdels. Mongolia también comenzó a recibir asistencia agrícola a gran escala de la Unión Soviética y otros países del Bloque del Este después de la entrada de Mongolia en Comecon en 1962. La Unión Soviética, por ejemplo, ayudó a establecer y equipar varias granjas estatales nuevas, y Hungría ayudó con la irrigación. En 1967, el Tercer Congreso de Miembros de Asociaciones Agrícolas fundó la Unión de Asociaciones Agrícolas para supervisar negdels y representar sus intereses ante el gobierno y otras organizaciones cooperativas y sociales.
Las granjas estatales, en comparación con las negdels, tenían más capital invertido, estaban más altamente mecanizadas y generalmente estaban ubicadas en las regiones más productivas o cerca de los principales complejos mineros e industriales. Las granjas estatales dedicadas principalmente a la producción de cultivos. En 1985 había 52 granjas estatales, 17 granjas de suministro de forraje y 255 negdels. En 1985, la granja estatal promedio empleaba a 500 trabajadores;  poseía 26.200 cabezas de ganado, 178.600 hectáreas de tierra, de las cuales 15.400 hectáreas eran de tierra cultivable, 265 tractores, 36 cosechadoras de granos y 40 vehículos automotores; cosechó 12.100 toneladas de grano.

## Pesca
Los lagos y ríos de Mongolia están repletos de peces de agua dulce. Mongolia ha desarrollado una industria pesquera en pequeña escala, para exportar pescado enlatado.  Se disponía de poca información sobre los tipos y las cantidades de pescado procesado para la exportación, pero en 1986, la captura total de pescado fue de 400 toneladas métricas de peso vivo.

## Industria

### Industria pesada
En 1924, la industria de Mongolia se limitaba a la mina de carbón de Nalayh, una planta de energía eléctrica en Ulaanbaatar y varias artesanías. La producción industrial bruta (medida en precios constantes de 1967) fue de 300.000 tugriks. La industria se desarrolló muy lentamente en las dos primeras décadas de la República Popular de Mongolia, principalmente porque el benefactor de Mongolia, la Unión Soviética, proporcionó pocos recursos para invertir en la industrialización. Sin embargo, con el asesoramiento soviético, Mongolia adoptó una estrategia industrial basada en la explotación de los recursos naturales y la agricultura y ha seguido esta estrategia desde entonces. Los primeros pasos para desarrollar la industria comenzaron en la década de 1930. En 1933 se organiza la Unión de Artesanos. En 1934, la cosechadora industrial Choybalsan, el buque insignia de la industria de Mongolia, comenzó a operar en Ulaanbaatar. la cosechadora, una empresa conjunta mongol-soviética transferida al control mongol en 1935, tenía su propia planta de energía, fábricas de telas, curtidurías y una fábrica de lavado de lana que producía mantas, fieltro, calzado, abrigos de cuero y jabón. La producción de carbón en Nalayh aumentó en la década de 1930 y en 1938 se completó el ferrocarril de vía estrecha que conecta la mina con la estación generadora de energía de la capital. En 1940 la industria representaba el 8,5 por ciento y la construcción el 0,8 por ciento del ingreso nacional. La producción industrial bruta aumentó a 124,7 millones de tugriks. Se completó la estación de generación de energía. En 1940 la industria representaba el 8,5 por ciento y la construcción el 0,8 por ciento del ingreso nacional. La producción industrial bruta aumentó a 124,7 millones de tugriks. Se completó la estación de generación de energía. En 1940 la industria representaba el 8,5 por ciento y la construcción el 0,8 por ciento del ingreso nacional. La producción industrial bruta aumentó a 124,7 millones de tugriks.
La industria comenzó a desarrollarse sustancialmente después de la Segunda Guerra Mundial, cuando aumentó la ayuda soviética y se introdujo la planificación central al estilo soviético y, en la década de 1950, cuando comenzó la asistencia de China. La mayor parte de la industrialización ocurrió en Ulaanbaatar; Las cosechadoras de alimentos más pequeñas y las plantas de procesamiento de productos ganaderos estaban dispersas por todo el país. En la década de 1950, los principales proyectos completados con asistencia soviética incluyeron la modernización de la combinación industrial de Choybalsan; la expansión de la producción en la mina de carbón de Nalayh; la apertura de pozos de petróleo en Buyant-Uhaa; y la construcción de cuatro laminadores de fieltro, una planta de suministro de agua y fábricas de procesamiento de cuero. La ayuda china se brindó principalmente en forma de proyectos de construcción; Los trabajadores chinos construyeron carreteras, puentes, viviendas y una central hidroeléctrica. Para 1960, la industria y la construcción representaban el 14,6 y el 6,7 por ciento, respectivamente, del ingreso nacional. La producción industrial bruta (a precios constantes de 1967) fue de 676,8 millones de tugriks.
La industrialización dio un gran paso adelante después de 1960. La inversión a gran escala por parte de la Unión Soviética y otros países de Europa del Este tuvo lugar con la entrada de Mongolia en Comecon en 1962. Esta asistencia permitió a Mongolia diversificar la industria geográfica y sectorialmente. Los principales centros industriales se construyeron en Darhan y Choybalsan en la década de 1960 y en Erdenet y Baga Nuur en las décadas de 1970 y 1980. Después de 1970, el alcance de la industria se expandió más allá del procesamiento de productos agrícolas; la explotación de minerales se desarrolló en gran escala, y también crecieron las industrias energética y de la construcción, que sustentaron dicho desarrollo. En 1970, la industria y la construcción representaban el 22,6 y el 5,8 por ciento del ingreso nacional, respectivamente; en 1985 representaban el 32,4 y el 4,9 por ciento del ingreso nacional, respectivamente.
A fines de la década de 1980, la industria se concentraba en varios centros urbanos. Baganuur fue un centro de producción de energía y minería del carbón. Bor Ondor produjo fluorita. Choybalsan tenía una mina de carbón, una planta empacadora de carne, una cosechadora de alimentos y un molino de lavado de lana. Darhan estaba cerca de la mina de carbón Sharin Gol y producía materiales de construcción, alimentos y productos industriales ligeros. Erdenet, sede de la cosechadora de procesamiento de cobre y molibdeno, también fabricaba alfombras y procesaba madera. Hotol fue la ubicación de los principales depósitos de piedra caliza y un centro de producción de cemento. Ulaanbaatar, el centro industrial más antiguo, especializado en la producción de carbón y energía, procesamiento de alimentos, procesamiento de productos ganaderos y textiles.

### Industria ligera
A fines de la década de 1980, la industria ligera de Mongolia incluía industrias de carpintería, textiles, ropa, cuero y calzado, imprenta y alimentos, que, principalmente, procesaban productos agrícolas y artesanías. En 1985, la industria ligera representó el 74,2 por ciento de la producción industrial bruta. Las empresas de carpintería incluían plantas y cosechadoras de carpintería, plantas de papel, fábricas de viviendas prefabricadas, fábricas de fósforos, fábricas de muebles y empresas artesanales dedicadas a la producción de armazones, automóviles y barriles. Las plantas empacadoras de carne, las echerías, las destilerías y los molinos harineros de la industria alimentaria producían carne enlatada, salchichas, manteca de cerdo, jabón, leche, mantequilla, bebidas y productos de confitería. Las industrias textil y de la confección procesaban la lana y producían telas de lana, mantas, alfombras, prendas de punto, suéteres de cachemira y uniformes escolares. Las industrias del cuero y del calzado procesaban cueros y pieles de ovejas, cabras, vacas, caballos y camellos y producían diversos productos de cuero, incluidos zapatos y abrigos. El Octavo Plan requería aumentar la producción de varias industrias ligeras entre un 17 y un 46 por ciento y mejorar la productividad laboral en estas industrias entre un 15 y un 33 por ciento.

## Minería
Hasta fines de la década de 1960, la minería en Mongolia consistía principalmente en la extracción de carbón. En la década de 1970, sin embargo, la explotación conjunta de recursos minerales por parte de la Unión Soviética y otras naciones del Comecon comenzó a gran escala. Comecon y equipos geológicos conjuntos mongoles-soviéticos estudiaron los recursos naturales del país y descubrieron valiosos depósitos minerales, como cobre, molibdeno, wolframio, fluorita, oro y estaño. Se formaron varias sociedades anónimas, como Mongolsovtsvetmet, Mongolchekhoslovakmetall y Mongolbolgarmetall, para desarrollar y explotar estos depósitos. A fines de la década de 1980, la minería era un sector importante de la economía y representó el 42,6 por ciento de las exportaciones en 1985.
En 1985, Mongolia extrajo 6,5 millones de toneladas de variedades de carbón de grado relativamente bajo, de las cuales sólo se exportaron 225.200 toneladas, o el 3 por ciento. Los depósitos de lignito explotados se ubicaron en Aduun Chuluu, cerca de Choybalsan; Baganuur; Nalayh, cerca de Ulaanbaatar; y Sharin Gol, cerca de Darhan. La producción anual de la mina de carbón Aduun Chuluu fue de 300.000 toneladas. La mina a cielo abierto Baga Nuur, desarrollada en la década de 1980, produjo 2 millones de toneladas anuales en 1985. La mina de carbón Nalayh, la más antigua del país, produjo 800.000 toneladas anuales en la década de 1980. La mina a cielo abierto Sharin Gol, desarrollada en la década de 1960, tuvo una producción anual de 1,1 millones de toneladas en la década de 1980. El gran depósito de carbón coquizable de Tavan Tolgoy permaneció sin explotar debido a su lejanía de los centros industriales y de transporte.
El Octavo Plan preveía elevar la producción de carbón a 9 millones de toneladas, el depósito de cobre y molibdeno en Erdenetiyn Ovoo fue descubierto por geólogos mongoles y checoslovacos a mediados de la década de 1960 y se desarrolló con la asistencia masiva de la Unión Soviética en la década de 1970. El desarrollo de Erdenet requirió la construcción de un ramal ferroviario desde Salhit, cerca de Darhan hasta Erdenet; una carretera de Darhan a Erdenet; una tubería de agua del Selenge Morón; una línea eléctrica de la Unión Soviética; y fábricas, viviendas y otras instalaciones.
Una fuerza de construcción mongol-soviética de 14.000 personas construyó la combinación conjunta mongol-soviética de minería y concentración de Erdenet, que incluía una mina, una planta concentradora, una base de suministro técnico y de materiales, una planta de reparación mecánica y una central térmica y eléctrica de alta capacidad. planta. La primera etapa de la cosechadora Erdenet entró en funcionamiento en 1978, con una producción prevista de 50, 000 toneladas para 1979. Con la finalización de la cuarta etapa en 1981, la capacidad de producción anual planificada fue de 16 millones de toneladas de concentrado. De 1979 a 1982, la producción de concentrados de Erdenet ascendió a 250.000 toneladas de cobre y 3.400 toneladas de molibdeno, con concentrados que contenían 33 por ciento de cobre y 50 por ciento de molibdeno.
En 1983 se completó la cosechadora Erdenet. Durante el Octavo Plan, la capacidad anual debía alcanzar los 20 millones de toneladas. No se disponía de información sobre la producción o las exportaciones reales. En 1983 se completó la cosechadora Erdenet. Durante el Octavo Plan, la capacidad anual debía alcanzar los 20 millones de toneladas. No se disponía de información sobre la producción o las exportaciones reales. En 1983 se completó la cosechadora Erdenet. Durante el Octavo Plan, la capacidad anual debía alcanzar los 20 millones de toneladas. No se disponía de información sobre la producción o las exportaciones reales.
Otros metales no ferrosos explotados por Mongolsovtsvetmet y otras empresas conjuntas fueron la fluorita, el wolframio, el estaño y el oro. Los depósitos de fluorita de Berh, Bor Ondor, Burentsogt y Har-ayrag tuvieron una producción anual de 786.700 toneladas; la fluorita se exportó a la Unión Soviética, pero no se disponía de cifras. El Octavo Plan requería expandir la capacidad de producción de fluorita en una cantidad no especificada. No se disponía de cifras sobre la producción o las exportaciones de wolframio, estaño y oro. A fines de la década de 1980, los planes para abrir la mina a cielo abierto de fosfato de Urandosh cerca de Hatgal se retrasaron debido a la preocupación por la contaminación ambiental en Hovsgol Nuur. Todavía estaba prevista la explotación del depósito de fosfato de Burenhaan. También se planificó un mayor desarrollo de otros recursos minerales de Mongolia.
A fines de la década de 1980, la energía en Mongolia procedía principalmente de centrales eléctricas y térmicas que quemaban carbón. Otras fuentes de energía fueron la energía hidroeléctrica, la madera y el gas y el diésel importados. Mongolia produjo su propio petróleo en las décadas de 1950 y 1960, pero los informes sobre la explotación petrolera terminaron en 1968. El aumento de la generación de energía eléctrica, posible gracias a la expansión de la minería del carbón desde la década de 1960, impulsó el rápido desarrollo de la industria después de la entrada de Mongolia en Comecon. En 1960 cuando la producción de carbón era de 618.800 toneladas, se generaban 106,4 millones de kilovatios-hora de electricidad. En 1985, la producción de carbón aumentó a 6,5 millones de toneladas y la generación de electricidad se elevó a 2,8 mil millones de kilovatios hora. La generación de electricidad per cápita aumentó de 111,7 kilovatios-hora en 1960 a 1.487,3 kilovatios-hora en 1985.
A fines de la década de 1980, a pesar del crecimiento en la generación de energía, Mongolia sufrió escasez de energía. La escasez de electricidad interrumpió el suministro de energía para las industrias y los hogares de las zonas urbanas, y muchas zonas rurales carecían de electricidad. El Octavo Plan requería aumentar la generación de energía, extender la electrificación rural y mejorar la eficiencia de la industria energética economizando en el consumo unitario de combustible y aumentando la productividad laboral. Específicamente, el plan requería aumentar la generación de energía eléctrica a entre 3.200 millones y 3.400 millones de kilovatios-hora y la energía térmica a 7,4 millones a 7,6 millones de gigacalorías para 1990. La inversión de capital en la industria energética ascendería a 2.700 millones a 2.900 millones de tugriks. La extensión del suministro eléctrico centralizado y la electrificación rural se llevaría a cabo mediante la ampliación de las instalaciones en Ulaanbaatar, la construcción de centrales eléctricas en Baga Nuur y Erdenet, y la construcción de líneas eléctricas para conectar las ciudades de Arvaikheer, Buyant-Uhaa y Tsetserleg, y más de treinta somones. Las áreas más remotas debían instalar instalaciones generadoras de energía alimentadas con carbón y diésel para cumplir con sus requisitos.

## Turismo
A fines de la década de 1980, el turismo desempeñó un papel secundario en las relaciones económicas exteriores de Mongolia. Alrededor de 10.000 visitantes extranjeros procedían anualmente de países comunistas, norteamericanos y de Europa Occidental. Mongolia tiene sitios naturales, históricos y culturales de interés para los turistas extranjeros, como el "cementerio de dinosaurios" del valle de Nemegt, la antigua ciudad de Karakorum y el Monasterio de Erdene Zuu. Las expediciones de caza también son una atracción turística. La Oficina de Turismo Extranjero, Juulchin, que formaba parte del Ministerio de Relaciones Económicas Exteriores y Abastecimiento en 1989, manejaba a todos los turistas extranjeros.

## Sistema sanitario
Antes de la década de 1920, Mongolia carecía de servicios médicos, aparte de los proporcionados por los lamas. La sanidad en Mongolia se desarrolló a partir de 1922 bajo el Modelo Semashko soviético, con una gran red hospitalaria y clínica. Sin embargo, aunque Mongolia progresa rápidamente en materia de infraestructuras sanitarias, no dispone de suficiente personal formado. No fue hasta los años sesenta cuando la proporción de médicos respecto a la población general aumentó considerablemente, de modo que en 1990 había más de 6.000 médicos, tres cuartas partes de los cuales eran mujeres. El sistema de atención médica estaba disponible a bajo coste o gratuitamente, incluso en las zonas más remotas. Los hogares de reposo materno patrocinados por el Estado para mujeres rurales en las últimas etapas del embarazo ayudaron a reducir la mortalidad infantil en las zonas rurales de 109 por cada 1.000 nacidos vivos en 1960 a 57,4 en 1990, y la mortalidad materna en aproximadamente un 25% entre 1960 y 1990.
La Mongolia moderna heredó un sistema sanitario relativamente bueno de su periodo socialista; un informe del Banco Mundial de 2007 señala que "a pesar de su baja renta per cápita, Mongolia tiene unos indicadores sanitarios relativamente sólidos; un reflejo de los importantes avances sanitarios logrados durante el periodo socialista". Por término medio, la tasa de mortalidad infantil de Mongolia es menos de la mitad de la de países con un desarrollo económico similar, su tasa de mortalidad de menores de cinco años y su esperanza de vida son mejores por término medio que las de otras naciones con un PIB per cápita similar.

## Educación
La educación en Mongolia tradicionalmente estaba controlada por los monasterios budistas y se limitaba a los monjes. El idioma tibetano era el idioma de instrucción, el idioma canónico y litúrgico, y se usaba en los niveles inferiores de educación. La educación de nivel superior estaba disponible en los principales monasterios y, a menudo, se requerían muchos años para completar títulos formales, que incluían capacitación en lógica y debate. Con la excepción de la medicina, que implicaba una extensa farmacopea y formación en hierbas medicinales, la educación superior era esotérica y poco mundana. Los principales monasterios apoyaron cuatro colegios: filosofía, doctrina y protocolo; medicamento; matemáticas, astrología y adivinación; y demonología y supresión de demonios. A principios del siglo XX, los funcionarios y las familias adineradas contrataron tutores para sus hijos, y las oficinas gubernamentales operaban programas de aprendizaje informales que enseñaban las complejidades de los registros escritos, los formularios estándar y la contabilidad. Las fuentes oficiales de Mongolia, que tendían a describir el período prerrevolucionario como uno de atraso total, probablemente subestimaron el nivel de alfabetización, pero sin duda fue bajo.
La educación se expandió lentamente a lo largo de la década de 1920. Todavía en 1934, cuando el 55% de todos los miembros del Partido Revolucionario del Pueblo Mongol eran analfabetos, las escuelas estatales seculares inscribían solo al 2,7% de todos los niños entre las edades de ocho y diecisiete años, mientras que el 13 por ciento de ese grupo de edad asistía a escuelas monásticas. La supresión de los monasterios en 1938 y 1939 cerró las escuelas monásticas y las escuelas estatales se expandieron constantemente durante las décadas de 1940 y 1950. En 1941, la escritura mongola tradicional, basada en la escritura uigur, fue reemplazada por cirílica. Tomó de 1941 a 1946 (las fuentes difieren en la fecha) implementar el cambio por completo. Las autoridades de Mongolia anunciaron que la alfabetización universal de adultos se había logrado en 1968. Una imprenta de propiedad rusa, abierta en Yihe Huree a principios del siglo XX, produjo traducciones al mongol de novelas rusas y tratados políticos; en 1915 imprimió el primer periódico de Mongolia, Niysleliyn Hureeniy Sonon Bichig (Noticias de la capital Huree).
En 1981 la educación consumía el 20 por ciento del presupuesto estatal y para 1985 el 27 por ciento (511.200) de la población del país estaba inscrita en instituciones educativas desde el nivel primario hasta el universitario. El sistema educativo, basado en el modelo soviético, tenía ocho años de educación obligatoria y un sistema escolar de diez años, matriculando estudiantes entre las edades de siete y diecisiete años. Los primeros cuatro años fueron de educación primaria; los cuatro segundos, eran secundarios. Algunos estudiantes abandonaron la escuela después del octavo año, mientras que otros continuaron con dos años más de educación secundaria general o con escuelas vocacionales especializadas. Algunos asentamientos remotos ofrecían solo escuelas primarias de cuatro años, después de lo cual los estudiantes se trasladaban a una escuela central de ocho años. Muchas escuelas en áreas rurales eran escuelas de ocho años, llamadas escuelas secundarias incompletas. Escuelas completas de diez años, escuelas secundarias completas, eran comunes en las ciudades y representaban la meta que todas las regiones esperaban alcanzar. En 1988, alrededor del 40 por ciento de los graduados de escuelas generales pasaron a escuelas vocacionales; 20 por ciento, a la educación superior; y el resto se unió a la fuerza laboral. La mayoría de las escuelas rurales tenían internados para atender a los hijos de pastores nómadas y dispersos; El 77 por ciento de los alumnos rurales en 1984 eran internos. Desde los grados más bajos, se hicieron esfuerzos para vincular la escuela con el mundo del trabajo, y los estudiantes habitualmente dedicaban unas pocas horas a la semana a un trabajo útil fuera de la escuela. El entrenamiento militar, incluida la instrucción en armas y ejercicios al aire libre, comenzó en las escuelas.
El entrenamiento militar, incluida la instrucción en armas y ejercicios al aire libre, comenzó en las escuelas. En 1988, alrededor del 40 por ciento de los graduados de escuelas generales pasaron a escuelas vocacionales; 20 por ciento, a la educación superior; y el resto se unió a la fuerza laboral. La mayoría de las escuelas rurales tenían internados para atender a los hijos de pastores nómadas y dispersos; El 77 por ciento de los alumnos rurales en 1984 eran internos. Desde los grados más bajos, se hicieron esfuerzos para vincular la escuela con el mundo del trabajo, y los estudiantes habitualmente dedicaban unas pocas horas a la semana a un trabajo útil fuera de la escuela. El entrenamiento militar, incluida la instrucción en armas y ejercicios al aire libre, comenzó en las escuelas. El 77 por ciento de los alumnos rurales en 1984 eran internos. Desde los grados más bajos, se hicieron esfuerzos para vincular la escuela con el mundo del trabajo, y los estudiantes habitualmente dedicaban unas pocas horas a la semana a un trabajo útil fuera de la escuela. El entrenamiento militar, incluida la instrucción en armas y ejercicios al aire libre, comenzó en las escuelas. El 77 por ciento de los alumnos rurales en 1984 eran internos. Desde los grados más bajos, se hicieron esfuerzos para vincular la escuela con el mundo del trabajo, y los estudiantes habitualmente dedicaban unas pocas horas a la semana a un trabajo útil fuera de la escuela. El entrenamiento militar, incluida la instrucción en armas y ejercicios al aire libre, comenzó en las escuelas.
Para los estudiantes que habían completado ocho años de escolaridad, había dos tipos de escuelas orientadas a la carrera: escuelas vocacionales (a veces llamadas escuelas vocacionales/técnicas en las publicaciones de Mongolia) y escuelas secundarias especializadas. La distinción entre los dos no estaba clara. Las escuelas vocacionales parecían capacitar a trabajadores más calificados, como maquinistas, operadores de equipos pesados y trabajadores de la construcción, brindando una educación terminal a los estudiantes que no sobresalían en el aula. Las escuelas secundarias especializadas, que correspondían al technicum soviético, ofrecían cursos de dos o tres años a nivel universitario. Capacitaron a paraprofesionales y técnicos, como maestros de escuela primaria, técnicos médicos o contables. Los estudiantes con diplomas de escuelas secundarias especializadas pueden solicitar la admisión a la educación superior. A medida que se dispuso de más fondos y más maestros capacitados técnicamente, aumentó el número de escuelas vocacionales. En 1988 había 43 escuelas de formación profesional, que matriculaban a 30.000 estudiantes en 110 campos. Las escuelas secundarias especializadas ofrecían cursos de dos o tres años, y los estudiantes recibían alojamiento y comida y un estipendio mensual. Durante sus períodos de trabajo práctico en fábricas u otras empresas, recibieron el salario normal por su trabajo. La reforma de la educación secundaria que se llevó a cabo en el año escolar 1988-1989 requería cursos vocacionales de tres años para estudiantes con ocho años de educación general. Los estudiantes que se graduaban de cursos completos de diez años podían pasar un año en escuelas de formación profesional.
En 1985, Mongolia tenía más de 900 escuelas de educación general, 40 escuelas de formación profesional, 28 escuelas secundarias especializadas, 1 universidad y 7 institutos. Las escuelas generales matricularon a 435.900 alumnos; escuelas de formación profesional, 27.700; escuelas secundarias especializadas, 23.000; y educación superior, 24.600. Las mujeres constituían el 63 % de todos los estudiantes de educación superior y las niñas el 58 % de los estudiantes de las escuelas secundarias especializadas. Las mujeres eran el 67 por ciento de todos los docentes en las escuelas generales, el 50 por ciento de los docentes en las escuelas secundarias especializadas y el 33 por ciento de los docentes de educación superior. En 1985, los jardines de infancia, que atienden a familias en las que ambos padres trabajaban a tiempo completo, inscribieron al 20 por ciento de los niños de tres a siete años.
La Universidad Estatal de Mongolia en Ulaanbaatar fue fundada en 1942 (como Universidad Choybalsan) con tres departamentos: educación, medicina y medicina veterinaria. La facultad era rusa, al igual que el idioma de instrucción. En 1983, el instituto de ingeniería de la universidad y el instituto de formación de profesores de idioma ruso se convirtieron en establecimientos separados, llamados Instituto Politécnico e Instituto de Idioma Ruso, respectivamente. El Instituto Politécnico, con 5.000 alumnos, se concentraba en ingeniería y minería. La Universidad Estatal de Mongolia, con unos 4.000 estudiantes, enseña ciencias puras y matemáticas, ciencias sociales, economía y filología. Más del 90 por ciento de los profesores eran mongoles; los maestros también procedían de la Unión Soviética, Europa del Este, Francia y Gran Bretaña. Gran parte de la instrucción estaba en ruso,
Además de la Universidad Estatal de Mongolia, había otras siete instituciones de educación superior: el Instituto de Medicina, el Instituto de Agricultura, el Instituto de Economía, el Instituto Estatal de Pedología, el Instituto Politécnico, el Instituto de Idioma Ruso y el Instituto de Cultura Física. En el verano, todos los estudiantes tenían un semestre de trabajo, en el que ayudaban con la cosecha, formaban equipos de "trabajo de choque" para proyectos de construcción o iban a trabajar a la Unión Soviética o a otro país del Comecon. A principios de 1989, las autoridades educativas anunciaron que a los estudiantes de tercer y cuarto año de ingeniería se les informaría a qué empresa serían asignados después de graduarse, para que su formación pudiera enfocarse con fines prácticos.

### Ciencia y reforma
A finales del siglo XX, los logros de Mongolia en el desarrollo económico y la educación popular habrán producido cambios profundos y probablemente irreversibles en la estructura de la sociedad. Después de varias décadas de dedicación a aumentar los índices de crecimiento económico y no tolerar desacuerdos con sus políticas o métodos, el gobernante Partido Revolucionario del Pueblo Mongol, respondiendo en parte a las tendencias hacia la reforma política en la Unión Soviética, estaba alentando una mayor discusión pública y crítica de prácticas pasadas. Los líderes mongoles parecían dispuestos a dar un paso atrás y considerar el precio del progreso y discutir el curso futuro del desarrollo del país. Como lo indican los movimientos de 1989 para revaluar el pasado prerrevolucionario y sus héroes,

### Unión Soviética
El sistema educativo de Mongolia se complementa y corona con estudios en la Unión Soviética o Europa del Este. En 1983, más de 10.000 mongoles estudiaban en la Unión Soviética como posgraduados en 10 academias, 191 instituciones de educación superior, 101 escuelas secundarias especializadas y 28 escuelas de formación profesional. Cada año, 1.500 mongoles fueron enviados a escuelas vocacionales soviéticas. Especialistas de todo tipo, desde pilotos de aviación civil hasta urbanistas y físicos, fueron capacitados en la Unión Soviética. Los miembros del partido de nivel medio y superior asistían a escuelas superiores del partido en la Unión Soviética. Como lo había hecho desde principios del siglo XX, el ruso sirvió como el idioma de la modernidad y la ilustración, la ventana de Mongolia al resto del mundo. 

## Clima
Mongolia es alta, fría y seca. Tiene un clima continental extremo con inviernos largos y fríos y veranos cortos, durante los cuales cae la mayoría de las precipitaciones. El país tiene un promedio de 257 días sin nubes al año y, por lo general, se encuentra en el centro de una región de alta presión atmosférica. La precipitación es más alta en el norte, con un promedio de 20 a 35 centímetros por año, y más baja en el sur, que recibe de 10 a 20 centímetros. El extremo sur es el Gobi, algunas regiones de las cuales no reciben ninguna precipitación en la mayoría de los años. El nombre Gobi es un mongol que significa desierto, depresión, marisma salada o estepa, pero que generalmente se refiere a una categoría de pastizales áridos con vegetación insuficiente para soportar marmotas pero suficiente para soportar camellos. Los mongoles distinguen el gobi del desierto propiamente dicho, aunque la distinción no siempre es evidente para los forasteros que no están familiarizados con el paisaje de Mongolia. Los pastizales de Gobi son frágiles y se destruyen fácilmente por el pastoreo excesivo, lo que da como resultado la expansión del verdadero desierto, un páramo pedregoso donde ni siquiera los camellos bactrianos pueden sobrevivir.
Las temperaturas promedio en la mayor parte del país están por debajo del punto de congelación de noviembre a marzo y están a punto de congelarse en abril y octubre. Los promedios de enero y febrero de -20 °C son comunes, con noches de invierno de -40 °C la mayoría de los años. Los extremos de verano alcanzan los 38 °C en la región sur de Gobi y los 33 °C en Ulaanbaatar. Más de la mitad del país está cubierto por permafrost, lo que dificulta la construcción, la construcción de carreteras y la minería. Todos los ríos y lagos de agua dulce se congelan en el invierno, y los arroyos más pequeños comúnmente se congelan hasta el fondo. Ulaanbaatar se encuentra a 1.351 metros sobre el nivel del mar en el valle del río Tuul. Ubicado en el norte relativamente bien regado, recibe un promedio anual de 31 centímetros de precipitación, casi todos los cuales caen en julio y agosto.
El clima de Mongolia se caracteriza por una extrema variabilidad e imprevisibilidad a corto plazo en el verano, y los promedios de varios años ocultan amplias variaciones en las precipitaciones, las fechas de las heladas y la ocurrencia de ventiscas y tormentas de polvo primaverales. Dicho clima plantea graves desafíos para la supervivencia humana y del ganado. Las estadísticas oficiales enumeran menos del 1 por ciento del país como cultivable, del 8 al 10 por ciento como bosque y el resto como pasto o desierto. El grano, principalmente trigo, se cultiva en los valles del sistema del río Selenge en el norte, pero los rendimientos fluctúan amplia e impredeciblemente como resultado de la cantidad y el momento de la lluvia y las fechas de las heladas mortales. Aunque los inviernos son generalmente fríos y despejados, hay ventiscas ocasionales que no depositan mucha nieve pero cubren los pastos con suficiente nieve y hielo para hacer imposible el pastoreo. matando a decenas de miles de ovejas o ganado. Tales pérdidas de ganado, que son una consecuencia inevitable y, en cierto sentido, normal del clima, han dificultado que se logren los aumentos planeados en el número de cabezas de ganado.

## Ugsarmal bair

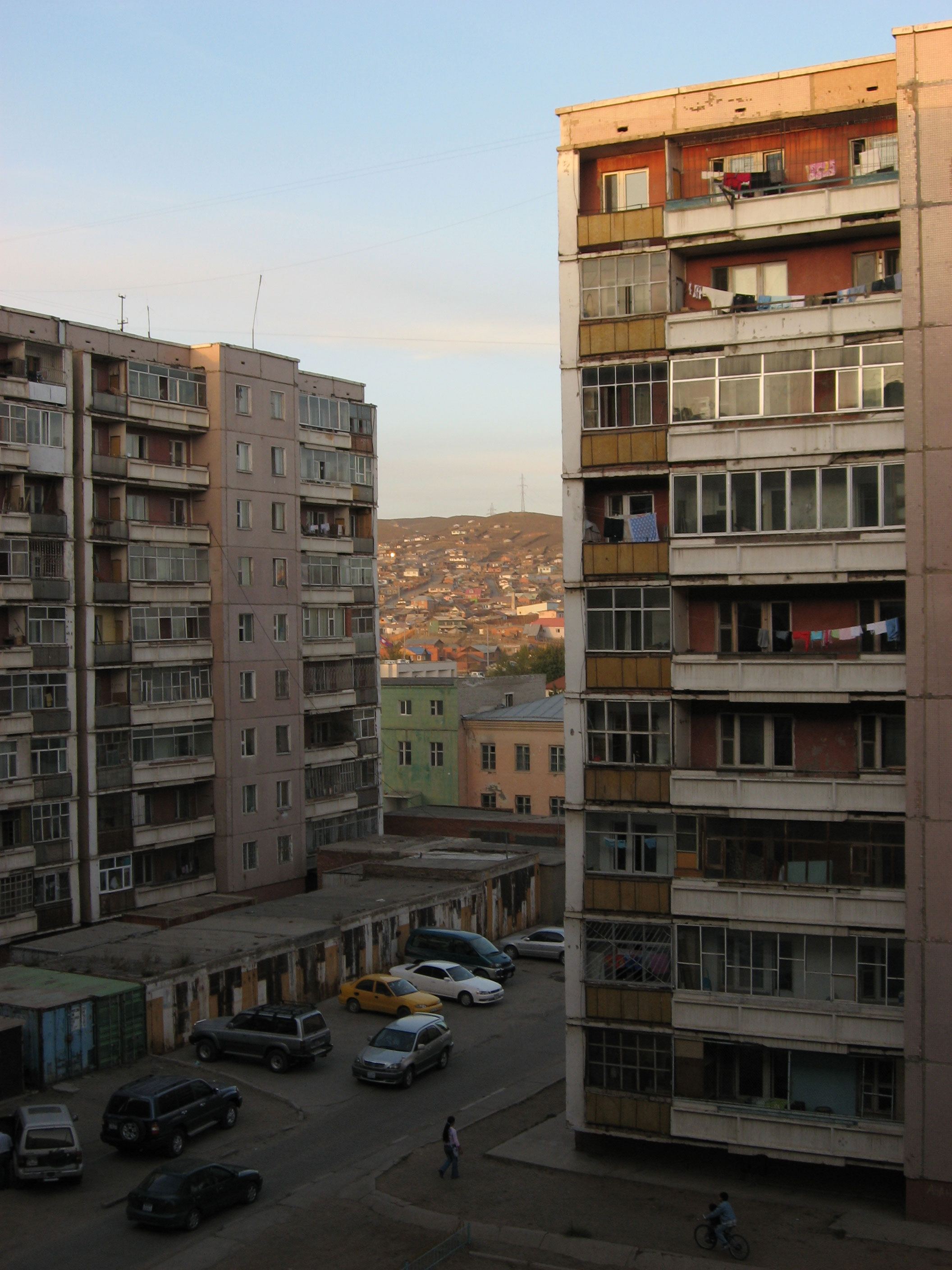
Ugsarmal en Ulaanbaatar

Ugsarmal bair (en mongol: Угсармал байр, assembled building), o simplemente Ugsarmal, es el término de Mongolia para  referirse a los edificios y los departamentos construidos durante la era comunista. La mayoría de estos edificios se construyeron en las décadas de 1970 y 1980 con fondos de la Unión Soviética y diseños soviéticos, para abastecer a una mayor parte de la población de Mongolia con apartamentos equipados con comodidades modernas (agua del grifo, saneamiento, calefacción central). Los Ugsarmals en Ulaanbaatar, Erdenet y Darkhan son a menudo rascacielos, mientras que los de los centros Aimag suelen tener sólo cuatro pisos. La mayoría de los pisos públicos de Mongolia, incluidos los de Ugsarmals, se privatizaron a principios de la década de 1990. Hoy en día, los precios de un apartamento de tres habitaciones en el centro de Ulaanbaatar oscilan entre los 60.000 dólares estadounidenses y más.

## Fuerzas armadas

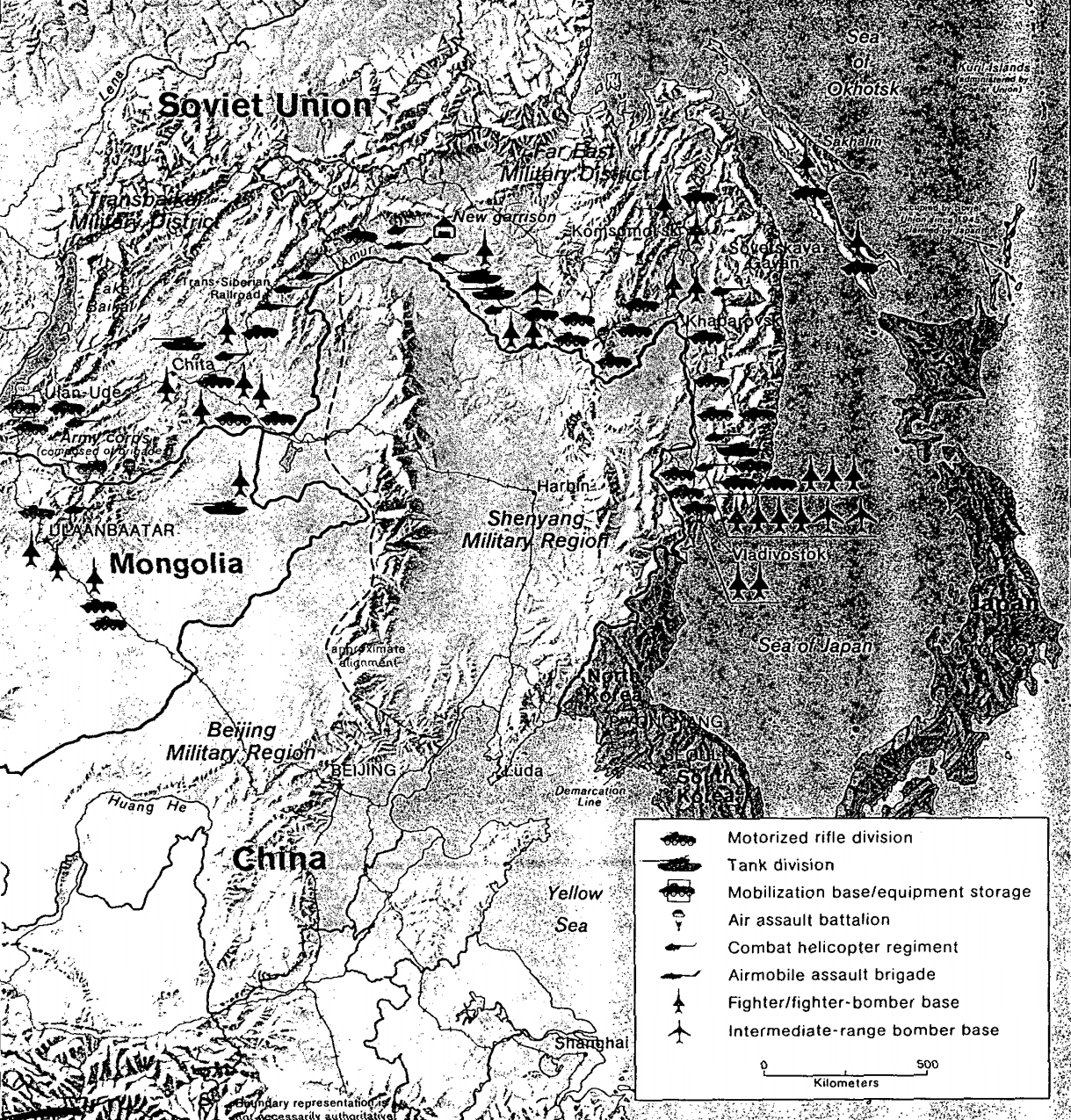
Distribución del poder militar en el Lejano Oriente y Mongolia de la Unión Soviética durante la Guerra Fría.

El Ejército Popular de Mongolia (en mongol: Монголын Ардын Арми, or Монгол Ардын Хувьсгалт Цэрэг) o el Ejército Revolucionario del Pueblo de Mongolia se estableció el 18 de marzo de 1921 como un ejército secundario bajo el mando de la Unión Soviética y el Ejército Rojo durante la década de 1920 y durante la Segunda Guerra Mundial.
Durante la Batalla de Baitag Bogd, el gobierno chino envió a la élite Qinghai caballería musulmana china para destruir a los mongoles y los rusos en 1947.
El propósito de las fuerzas armadas de Mongolia era la defensa nacional, la protección de los establecimientos comunistas locales y la colaboración con las fuerzas de la soviéticas en futuras acciones militares contra enemigos exteriores, hasta la Revolución democrática de Mongolia.
El Ejército Rojo Mongol recibió el 60% presupuesto del gobierno en los primeros años y se expandió de 2.560 hombres en 1923 a 4.000 en 1924 y a 7.000 en 1927. Las fuerzas armadas nativas permanecieron vinculadas al  Ejército Rojo soviético grupos de inteligencia y la NKVD. La policía secreta mongola y los agentes buryat mongoles de la Comintern actuaron como administradores y representaron el poder real en el país, aunque bajo la dirección soviética directa.